# Liste von Krankenhäusern im Märkischen Kreis
Die Liste von Krankenhäusern im Märkischen Kreis erfasst vorhandene, ehemals selbständige und ehemalige Krankenhäuser auf dem Gebiet des Märkischen Kreises, Nordrhein-Westfalen.

## Liste
| Name                                           | Stadt                 | Jahr der Eröffnung | Träger                               | Anmerkungen                              | Bild |
| ---------------------------------------------- | --------------------- | ------------------ | ------------------------------------ | ---------------------------------------- | ---- |
| Lungenklinik Hemer                             | Hemer                 | 1949               |                                      |                                          |      |
| LWL-Klinik Hemer                               | Hemer                 | 1964               |                                      |                                          |      |
| Krankenhaus Plettenberg                        | Plettenberg           | 1894               |                                      |                                          |      |
| Klinikum Lüdenscheid                           | Lüdenscheid           |                    | Märkische Kliniken                   |                                          |      |
| St.-Marien-Hospital                            | Balve                 |                    |                                      | 2012 geschlossen                         |      |
| Elisabeth-Hospital                             | Iserlohn              |                    |                                      |                                          |      |
| Ev. Krankenhaus Bethanien                      | Iserlohn              |                    |                                      |                                          |      |
| St. Vincenz-Krankenhaus                        | Menden                |                    |                                      |                                          |      |
| Stadtklinik Werdohl                            | Werdohl               |                    | Märkische Kliniken                   |                                          |      |
| Stadtklinik Hemer                              | Hemer                 |                    |                                      | [ 2 ]                                    |      |
| Sportkrankenhaus Hellersen                     | Lüdenscheid-Hellersen |                    |                                      | [ 3 ]                                    |      |
| Zentrum für jugendliche Diabetiker Lüdenscheid | Lüdenscheid           |                    | Hilfswerk für jugendliche Diabetiker | [ 4 ]                                    |      |
| Marienhospital Letmathe                        | Letmathe              |                    | Märkische Kliniken                   | Schließung 2019. Umnutzung des Gebäudes. |      |
| St. Vinzenz-Krankenhaus Altena                 | Altena                |                    |                                      | 2017 geschlossen.                        |      |